# Pirascca crocostigma
Pirascca crocostigma is een vlindersoort uit de familie van de prachtvlinders (Riodinidae), onderfamilie Riodininae.
Pirascca crocostigma werd in 1868 beschreven door H. Bates.